# Turbonilla vancouverensis
Turbonilla vancouverensis är en snäckart som först beskrevs av Baird 1863.  Turbonilla vancouverensis ingår i släktet Turbonilla och familjen Pyramidellidae. Inga underarter finns listade i Catalogue of Life.